# لويد هال
لويد هال (بالإنجليزية: Lloyd Hall)‏ هو كيميائي أمريكي، ولد في 20 يونيو 1894 في إلجين في الولايات المتحدة، وتوفي في 2 يناير 1971 في باسادينا في الولايات المتحدة.